# Randy Cartwright
Pour les articles homonymes, voir Cartwright.
Randy Cartwright est un animateur et scénariste américain né le 31 octobre 1951 à Newport News en Virginie.

## Filmographie

### Scénariste
- 1974 : Room and Board
- 1995 : Pocahontas : Une légende indienne
- 1997 : Hercule
- 1998 : Fourmiz (responsable de l'histoire et du storyboard)
- 2001 : Shrek (co-responsable de l’histoire et du storyboard avec David Lowery)

### Animateur
- 1974 : Room and Board
- 1977 : Fantastic Animation Festival
- 1977 : Les Aventures de Bernard et Bianca
- 1977 : Peter et Elliott le dragon
- 1978 : Mon petit âne
- 1981 : Rox et Rouky
- 1983 : Le Noël de Mickey
- 1985 : Taram et le Chaudron magique
- 1987 : Histoires fantastiques (1 épisode)
- 1987 : The Brave Little Toaster
- 1989 : Little Nemo
- 1991 : La Belle et la Bête
- 1992 : Aladdin
- 1994 : Le Roi lion
- 1996 : Couacs en vrac (1 épisode)
- 1998 : Fourmiz
- 1998 : Le Prince d'Égypte
- 2000 : Dinosaure
- 2000 : Chicken Run
- 2003 : Sinbad : La Légende des sept mers
- 2004 : Le Pôle express
- 2006 : Le Petit Monde de Charlotte
- 2009 : La Princesse et la Grenouille

### Storyboardeur
- 1996 : Couacs en vrac (1 épisode)
- 2000 : La Route d'Eldorado
- 2011 : Hop
- 2013-2017 : Princesse Sofia (10 épisodes)